# 岡部多喜子
岡部 多喜子（おかべ たきこ、1919年（大正8年）2月24日 - 2020年（令和2年）10月15日）は、日本の声楽家（ソプラノ、メゾソプラノ）、オペラ歌手、音楽教育者。東京藝術大学名誉教授。

## 経歴
東京府出身。東京音楽学校卒業。長坂好子に師事。
1942年（昭和17年）2月6日 第13回全日本新人紹介演奏会（夜 日比谷公会堂）でヴェルディ『ドン・カルロス』よりエボリ姫の詠唱、清水脩『春の寺』（記録は『メツォソプラノ』である）を歌う。また、レコードの吹込みも行うなど、戦時中も途切れず音楽活動を行う。
戦後、オペラにおいて、1950年（昭和25年）6月11日に長門美保歌劇團公演 日比谷公会堂 モーツァルト『フィガロの結婚』ケルビーノ（指揮：金子登）、1954年（昭和29年）12月24日、25日、26日、28日 俳優座劇場 二期会 メノッティ『アマールと夜の訪問者』アマールの母（指揮：伊藤栄一）を演じている。
昭和30年代に政府給付留学の初の留学生としてイタリアのヴェネツィアへ留学。帰国後、東京藝術大学で数十年にわたり日本における西洋歌曲の教育に人生を捧げた。鳴門教育大学などでも教えた。イタリアのベルカントの第一人者であったが、1961年（昭和36年）に畑中良輔、中村浩子とともに大中恩の「歌曲の夕べ」をアシストをするなど、日本の新たな芸術歌曲の振興にも細心している。その傍らテレビ番組にも出演し、幅広く音楽文化の振興に努めた。
コンサートにおいても、1952年（昭和27年）4月11日 名古屋市公会堂 東京芸術大学音楽学部大演奏会 ヴェルディ『レクイエム』メゾソプラノソロ（指揮：金子登 独唱：毛利順子 岡部多喜子 柴田睦陸 中山悌一 管弦楽：東京芸術大学音楽学部管弦楽部 合唱：東京芸術大学音楽学部 学生・生徒）。1954年（昭和29年）4月5日 日比谷公会堂 東京フィルハーモニー交響樂團第10(23)回定期演奏会 ラヴェル『子供と呪文』子供（指揮：渡邉曉雄 コンサート形式）。1960年（昭和35年）11月21日 日比谷公会堂での東京芸術大学音楽学部第117回定期演奏会 マーラー生誕100年記念演奏においてマーラー交響曲第2番『復活』ソプラノソロを務める（指揮：金子登 独唱：岡部多喜子 戸田敏子 管弦楽：東京芸術大学音楽学部管弦楽部 合唱：東京芸術大学音楽学部声楽科学生）。1966年（昭和41年）9月30日 共立講堂における初の二期会ゴールデンコンサートに伊藤京子、滝沢三重子、三宅春惠、川崎静子、栗本尊子、戸田敏子、松内和子、荒木宏明、柴田睦陸、高田信男、中村健、布施隆治、栗本正、立川清登、中山悌一、畑中良輔等とともに第一線の歌手の一人として出演している。
音楽教育者として東京藝術大学助教授、教授、名誉教授を務め、数多くの音楽家を育てており、斉田正子、三津山和代、天羽明惠、井上ゆかり、片桐和子、東城弥恵、上田京子、高須礼子、池田美也子、丸山正子、日野妙果、枡本侑子、豊田千恵子、大音典子、浦野りせ子、岩永十紀子、民秋理、佐々木英代、山本善吉、藤井あや、西八條靖子、吉川英子、大塚京子、岩波淑子、塩沢聖一、鎌田滋子、秋永佳世などが岡部に師事している。87歳の2007年（平成19年）当時も毎月長野県の伊那市まで指導に赴いていた。
2008年には第20回日本声楽コンクール運営委員審査委員を務める。イタリア声楽コンコルソ審査員。また、日伊声楽コンコルソの特別賞として「歌曲賞（岡部多喜子・嶺貞子賞）」が設けられている。
2020年（令和2年）10月15日、老衰のため宇都宮市の病院で死去、101歳没。葬儀・告別式は近親者で行った。喪主は甥の野間重孝（のま・しげたか：栃木県済生会宇都宮病院院長）。

## ディスコグラフィー
- 二部輪唱：機械 弘田龍太郎：作曲 弘田龍太郎：編曲 酒井弘 波平暁男 岡部多喜子 鎌倉和子（コロムビア（戦前）商品番号：33816 1943-02）[45]
- 独唱、斉唱：ウタノエホン・大東亞共榮唱歌集（八）：アイウエオノ ウタ 砂川守一：作詞 堀内敬三：作曲 佐々木すぐる：編曲 岡部多喜子 日蓄兒童合唱團（コロムビア（戦前）商品番号：33824 1943-03）[45]
- 童謡：村祭り（文部省小学唱歌）：作詞 弘田龍太郎：作曲 弘田龍太郎：編曲 岡部多喜子：ソプラノ 鎌倉和子（コロムビア 商品番号：CAK10）[45]
- CD2枚組 ABCホームソング・アーカイヴス オムニバス（1952年 - 1972年まで大阪ABCラジオで放送された音楽番組『ABCホームソング』のアーカイヴ･コレクション）2012年3月28日 Solid Records[46]

## 掲載記事
- 音楽の友17（2）2月号（音楽之友社 1959-02-01）声楽家 岡部多喜子[45]
- 音楽の友26（11）11月号（音楽之友社 1968-10-11）声楽 現代日本の声楽家102人 大谷冽子・大橋国一・岡部多喜子/岩井宏之 菅野浩和 辻井英世 中河原理 福原信夫 横溝亮一[45]

## 放送出演
NHKクロニクルによる。
- 1954年12月25日 NHKアナログ総合テレビ オペラ中継－俳優座劇場－ 歌劇『アマールと夜の訪問者』メノツチイ作曲
- 1959年2月14日 NHKアナログ教育テレビ 音楽夜話『イタリアの歌劇場めぐり』(1)
- 1959年5月15日 NHKアナログ総合テレビ 音楽をどうぞ『日本のしらべ』
- 1959年9月30日 NHKアナログ総合テレビ イタリア民謡祭
- 1959年10月6日 NHKアナログ総合テレビ 朝のしらべ ソプラノ独唱 岡部多喜子 ピアノ 根岸民子 『夏の思い出』中田喜直作曲 『樹立』山田耕作作曲 『お菓子の家』橋本国彦作曲 『子守歌』團伊玖磨作曲 他
- 1959年10月13日 NHKアナログ総合テレビ 朝のしらべ メゾ・ソプラノ独唱 岡部多喜子 ピアノ 根岸民子 『なつかしいヴァージニアヘ』ブランド作曲 『ローレライ』ジルヘル作曲 『金髪のジーニー』フォスター作曲 『四つ葉のクローバー』ロイター作曲 『マザー・マクリ』ウォルコット作曲
- 1959年10月20日 NHKアナログ総合テレビ 朝のしらべ メゾ・ソプラノ独唱 岡部多喜子 ピアノ 根岸民子 『時雨に寄する抒情』大中恩作曲 『茨の実』小松耕輔作曲 『さよなら私のヴェニス』ヴォルフェラルリ作曲 歌劇『フィガロの結婚』からスザンナの詠唱「早くここへ恋人よ」モーツァルト作曲 『朝』小田進吾作曲
- 1960年2月10日 NHKアナログ総合テレビ みんなで歌を 岡部多喜子独唱・話 大中恩指揮・話 コール・メグ合唱 『早春賦』中田章作曲 『菜の花』大中恩作曲 『海の若者』大中恩作曲 『私の好きな人は』フローレンス地方民謡 『さよなら私のベニス』ウォルフェラーリ作曲
- 1960年3月23日 NHKアナログ総合テレビ みんなで歌を 岡部多喜子独唱 大中恩 話 根岸民子ピアノ ジャン・ヌーボ パントマイム 関矢幸雄パントマイム 『春の歌』モーツァルト作曲 藤山一郎 作詞・編曲 『ブーム・ブーム』（童話詩曲）大中恩作曲 北原白秋作詞
- 1963年5月24日 NHKアナログ教育テレビ 音楽の歴史『アルス・ノーヴァの音楽』戸口幸策 渡辺一夫 岡部多喜子ソプラノ独唱 東京混声合唱団 田中信昭指揮 東京プロ・ムジカ・アンティカ 『私は不死鳥だった』ヤコボ・ダ・ボローニャ作曲（岡部） カッチア『うるわしい日が明ければ』（プロ・ムジカ） カノン『夏は来た』（東京混声合唱団）
- 1963年5月31日 NHKアナログ教育テレビ 音楽の歴史『ルネサンスのおとずれ』戸口幸策 松田智雄 岡部多喜子ソプラノ独唱 高野紀子ヴィオール伴奏 長谷川清子 東京混声合唱団 小林道夫ハープシコード独奏 オルガン独奏 田中信昭指揮 『恵み深い母』デュファイ作曲（岡部） シャンソン『お金のないことは』ジョスカン・デ・ブレ作曲（東混） 『心の底から』コンラート・バウマン作曲（ハープシコード・小林） パヴァーヌ（オルガン・小林）

## エピソード
- 畑中良輔が新国立劇場の芸術監督になるまで、畑中、三浦洋一、若杉弘・長野羊奈子夫妻、伊藤京子、中村浩子、観世栄夫、慶應義塾ワグネル・ソサィエティー男声合唱団の団員とともに、毎冬志賀高原へスキーに出かけていた[48]。
- 2012年（平成24年）93歳[49]当時、ファツィオリジャパンを訪れ、イタリアピアノに惚れ込み「私は残された人生を、この音と共に暮らしたい」と、自分のスタジオ（当時まだ現役で教えていた）での使用のため購入を即決した。そしてピアノを選定する為にイタリアに行き、第二の故郷でもあるヴェネツィアも訪れ、同級生と再会した。堪能なイタリア語でパオロ・ファツィオリとも話し、ピアノを選定した後、選定室の隣にあるコンサートホールに選んだピアノを移動してコンサートを開き、岡部も歌った[1]。